# 賴斯維爾 (肯塔基州富爾頓縣)
賴斯維爾（英語：Riceville）是位於美國肯塔基州富爾頓縣的一個非建制地區。

## 地理
賴斯維爾所處的海拔為高於海平面122米（即400英呎），而該地所採用的時區為UTC-6，即北美中部時區（CST）。同時該地設有夏令時間，為UTC-6調快一小時，即UTC-5（CDT）。